# Orthochirus tassili
Espèce
Orthochirus tassili est une espèce de scorpions de la famille des Buthidae.

## Distribution

Distribution

Cette espèce est endémique du Tassili n'Ajjer en Algérie. Elle se rencontre entre 1 185 et 1 420 m d'altitude au nord-ouest de Djanet.

## Description
Le mâle holotype mesure 25,1 mm et la femelle paratype 23,7 mm.

## Étymologie
Son nom d'espèce lui a été donné en référence au lieu de sa découverte, le Tassili n'Ajjer.

## Publication originale
- Lourenco & Leguin, 2011 : « Further considerations on the species of the genus Orthochirus Karsch, 1891 from Africa, with description of three new species (Scorpiones: Buthidae). » Euscorpius, no 123, p. 1–19 (texte intégral).